# Anna Płoticyna
Anna Ołeksandriwna Płoticyna (ur. 1 stycznia 1987) – ukraińska lekkoatletka specjalizująca się w biegu na 100 metrów przez płotki.
Na mistrzostwach świata juniorów w Pekinie (2006) dotarła do półfinału biegu przez płotki oraz była siódma w biegu rozstawnym 4 × 400 metrów. Rok później w Debreczynie wywalczyła, wraz z koleżankami, brązowy medal w sztafecie podczas młodzieżowych mistrzostw Europy. W 2013 bez większych sukcesów startowała w halowych mistrzostwach Europy oraz w mistrzostwach świata. Zajęła czwarte miejsce na uniwersjadzie w Kazaniu (2013). Bez powodzenia brała udział w marcu 2014 w halowych mistrzostwach świata w Sopocie. W 2015 zajęła 8. miejsce podczas halowych mistrzostw Europy w Pradze. Podczas rozgrywanych w Amsterdamie (2016) mistrzostw Europy zawodniczka dotarła do półfinału biegu na 100 metrów przez płotki, natomiast rok później uplasowała się na czwartej pozycji na halowych mistrzostwach Europy w Belgradzie. Półfinalistka biegu płotkarskiego na 100 metrów podczas światowego czempionatu w Londynie w 2017.
Medalistka mistrzostw Ukrainy oraz reprezentantka kraju w drużynowych mistrzostwach Europy. 
Rekordy życiowe: bieg na 60 metrów przez płotki (hala) – 7,92 (3 marca 2017, Belgrad); bieg na 100 metrów przez płotki – 12,89 (5 lipca 2017, Kropywnycki).